# Rosa mandenovae
Rosa mandenovae es una especie de planta del género Rosa, de la familia Rosaceae.

## Taxonomía
Rosa mandenovae fue descrita por Gadzh. en 1968.

## Distribución
Se encuentra en el territorio de Transcaucasia.